# Bodhisattwa

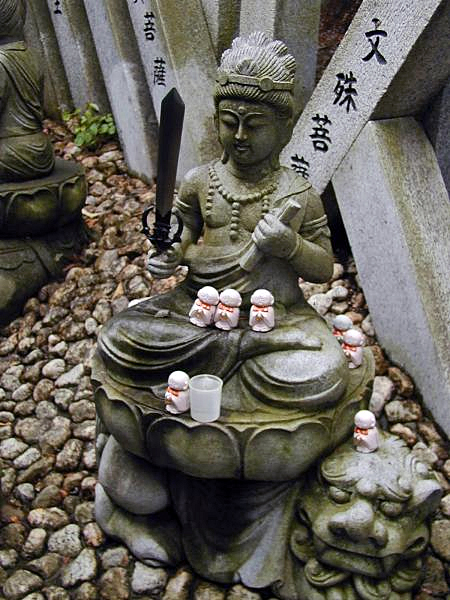
Boddhisattva Mandźuśri (Monju), Japonia

Bodhisattwa (pāli: bodhisatta, skt: बोधिसत्त्व bodhisattva, dosł. istota aspirująca do przebudzenia; tyb. བྱང་ཆུབ་སེམས་དཔའ་, Wylie: byang chub sems dpa' , dosł. bohater umysłu oświecenia; chiń. 菩薩, pinyin: púsà, kor. 보살 posal; jap. 菩薩, bosatsu; wiet. bồ tát) – termin początkowo używany przez Buddhę Gotamę na łamach Kanonu Palijskiego w kontekście opisu swojego życia przed przebudzeniem. Stopniowo ewoluuje i zaczyna oznaczać każdą istotę dążącą do przebudzenia (bodhi). Prawdopodobnie najstarszą definicję znajdujemy w Komentarzach Palijskich:
Bodhisatta - do mądrości (panditasatta) i wiedzy (bujjhanakasatta) aspirujący. [Ten, co] przywiązany i z umysłem lgnącym do czterech ścieżek i tego, co nazywają przebudzeniem (bodhi) to bodhisatta.
W buddyzmie tradycji mahāyāna istota, która przez systematyczne ćwiczenie wyzwalających działań (skt. paramita) dąży do stanu buddy, kierując się altruistyczną motywacją przynoszenia pożytku innym.

## Etymologia
- bodhi – przebudzenie.
- sattwa – termin wieloznaczny, jednak w tym kontekście oznacza istotę[2].

## W buddyzmie wczesnym

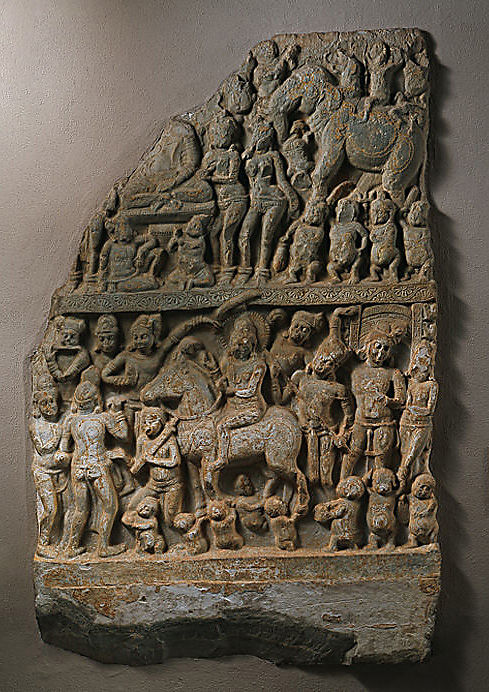
Bodhisatta (przyszły Buddha Gotama) na grzbiecie konia opuszcza pałac swoich rodziców w poszukiwaniu przebudzenia. Andhra Pradesh, I poł. III w.n.e.

Pierwotnie termin ten dotyczył okresu życia Buddhy Gotamy, w którym poszukiwał przebudzenia. Zwracając się do mnichów używa frazy zapowiadającej fragment biograficzny, która brzmi: „za czasów kiedy nie byłem przebudzony, kiedy byłem jedynie bodhisattą“. 
W późnym kanonicznym tekście Buddhavaṃsa o tematyce hagiograficznej Buddha snuje opowieść o swoich poprzednich żywotach i jego własnym ślubowaniu Bodhisatty. Jego imię w tym czasie brzmiało Sumedha, a ślubował on w obecności Buddhy Dīpankary w Amaravātī. Ówczesny Buddha zapowiada przyszłe pomyślne spełnienie jego aspiracji. Następnie Bodhisatta rozeznaje jakości jakie należy uzyskać, aby stać się Buddą w jednym z przyszłych żywotów. Nazywają się one Dziesięcioma Perfekcjami (dasapāramī). Są to:
1. Szczodrość (dāna)
2. Cnota (sīla)
3. Wyrzeczenie (nekkhama)
4. Mądrość (pañña)
5. Wigor (viriya)
6. Cierpliwość (khanti)
7. Szczerość (sacca)
8. Zamierzenie (aditthāna)
9. Życzliwość (mettā)
10. Zrównoważenie (upekkhā)

W tekstach zwanych Jātakami opisane są żywoty, w których Bodhisatta rozwija te Dziesięć Perfekcji.

## W buddyzmie mahajany

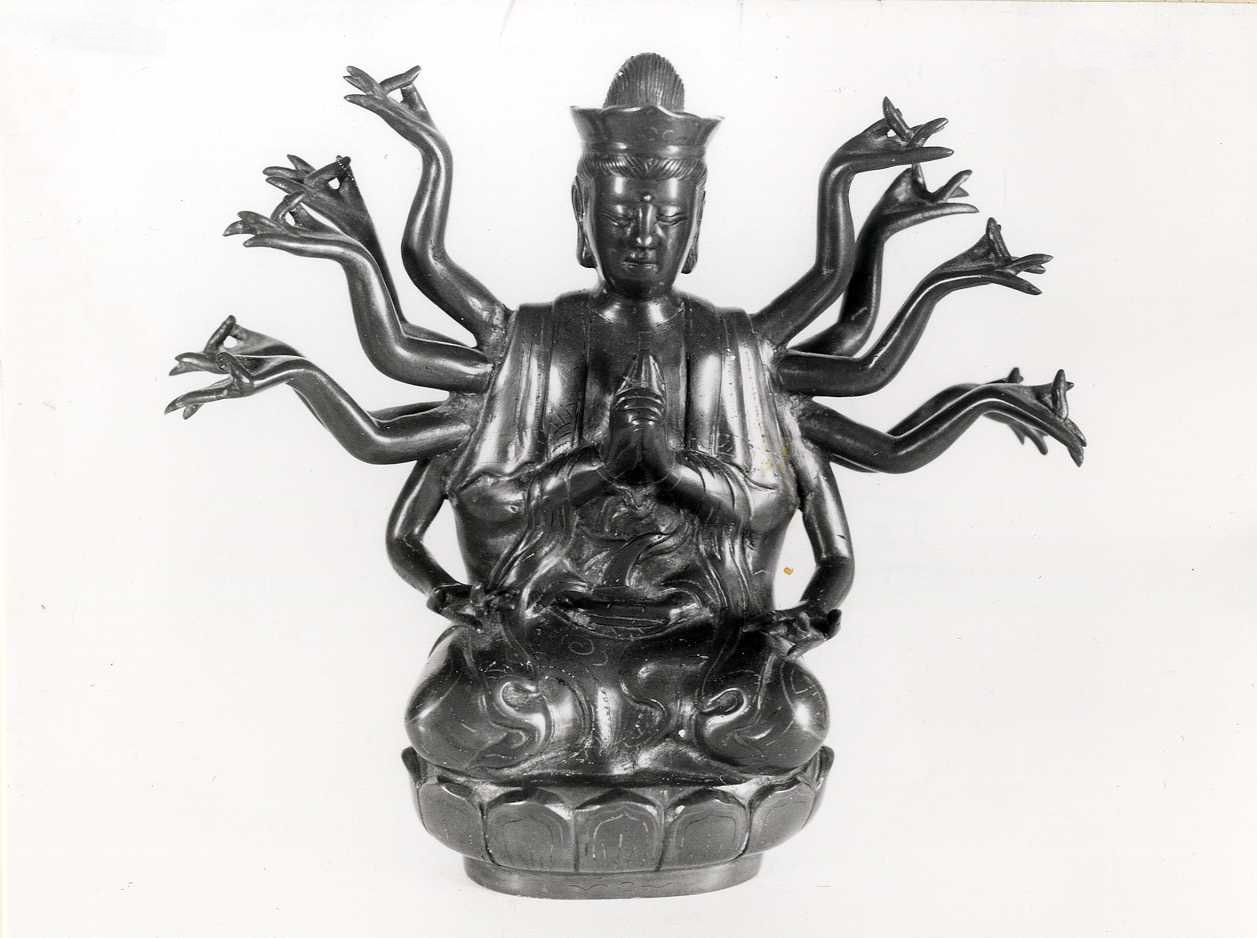
Sakralny posąg buddyjski (Bodhisattwa Kannon), 2. połowa XIX wieku, Japonia, Muzeum Azji i Pacyfiku w Warszawie

Słowa Buddy z Sutry Dziesięciu Szlachetnych Bhumi:
Łagodny i pozbawiony arogancji, wolny od fałszu i obłudy
Oraz pełen miłości dla wszystkich czujących istot -
Taki jest bodhisattwa.
Według popularnych, powierzchownych opinii, bodhisattwa świadomie rezygnuje z wkroczenia do pełnej nirwany, dopóki nie wyzwoli wszystkich istot. Jest to jednak pogląd błędny, niezgodny z naukami buddyzmu mahajany. "Rezygnacja z własnego oświecenia" ma charakter dydaktyczny i symboliczny, obrazując wagę altruistycznej motywacji ponad własne osiągnięcia. Według terminologii mahajany istnieje 10 kolejnych poziomów bodhisattwy (sanskryt bhumi), na których coraz głębiej rozpoznaje współzależność wszystkich zjawisk oraz brak rzeczywistej natury tych zjawisk (siunjata). Ukoronowaniem tej ścieżki jest stan buddy, czyli Trzy ciała Buddy. Stan ten ma największe możliwości przynoszenia pożytku istotom. Jest niczym mityczny „Wszystko-spełniający Klejnot”, całkowicie spontaniczny i bezwysiłkowy dla dobra „czujących istot”.

## Najbardziej znani bodhisattwowie
- Awalokiteśwara (chiń. 觀世音 Guānshìyīn, jap. Kannon, kor. Kwan Seum Bosal) – bodhisattwa uosabiający wielkie współczucie
- Mandziuśri (chiń. 文殊師利 Wénshū shī lì, jap. Monju, kor. Munsusari Bosal) – bodhisattwa uosabiający wielką mądrość
- Samantabhadra (chiń. 普賢 Pǔxián, jap. Fugen, kor. Pohyon Bosal) – bodhisattwa uosabiający wspaniałe czyny
- Kszitigarbha (chiń. 地藏 Dìcáng, jap. Jizō, kor. Chijang Bosal) – bodhisattwa wyzwolenia z cierpienia; strażnik martwych dzieci (urodzonych nieżywych lub po aborcji), kobiet w ciąży, strażaków, podróżników i pielgrzymów.

Buddyzm tybetański uważa za bodhisattwów współcześnie żyjących mistrzów, którzy realizują „Trzy ciała Buddy” poprzez metody tantryczne,  m.in. Dalajlamę, Karmapę, Szamarpę.